# 権達洙
権 達洙（クォン・ダルス、朝鮮語: 권달수/權達洙、1936年12月30日 - 2009年12月20日）は、大韓民国の実業家、政治家。第13代韓国国会議員。

## 経歴
現在の平沢市碑前1洞地域出身。平沢城東公立国民学校（現・平沢城東初等学校）、ソウル市立大学校を経て、建国大学校法政大学卒。李允鎔国会議員秘書官、民主正義党平沢地区党副委員長、東平沢ロータリークラブ会長、韓林産業株式会社代表理事、松炭・平沢選挙区選出の民主正義党所属の国会議員、国会交通逓信委員・予算決算委員・労働委員、2千年代国家発展委員会委員などを務めた。国会議員在任中は通伏川の改善工事や平沢港の活性化などの地域事業に力を入れた。
2009年12月に持病により死去。享年75。